# رسيعيات
الرُسِيْعيَّات (الاسم العلمي: Sipunculidae)، فصيلة ديدان بحرية من ديدان الفستق ورتبة الغولفيات.